# Georg Christoph Schäfer
Georg Christoph Schäfer, auch Schaefer, Schefer und Scheffer (* 7. Februar 1629 in Rothenburg ob der Tauber; † 22. Februar 1666 in Altdorf bei Nürnberg), war ein deutscher Jurist. Er war Professor für Rechtswissenschaft an der Universität Altdorf.

## Leben
Nach dem Schulbesuch immatrikulierte er sich 1638 an der Universität Altdorf, wo er Rechtswissenschaft studierte. Er promovierte 1662 zum Doktor beider Rechte und wurde 1665 zum Professor ernannt. Bereits im folgenden Jahr starb er nur wenige Tage nach seinem 37. Geburtstag.

## Schriften (Auswahl)
- De fama. Göbel, Altdorf 1662.
- (mit Caspar Albhard und Johann Georg Schmid): Hymnus In Sacrosantam Iustitiam, In Gratiam ... Georgii Christophori Schaefer, Rotenb. Tuber. Designati Iuris Professoris Dn. Caspari Albhardt, Dresd. Misn. Dn. Joh. Georgii Schmidii, Norimberg. Reipubl. Patriae Advocati, Cum In Utroque Iure Doctores Solenniter Renunciarentur : d. 4. Aprilis ... M.DC.LXV. ; Boni ominis causa scriptus a Commensalibus Rittershusianis. Altdorf 1665.
- (mit Caspar Albhard und Johann Georg Schmid): Salva Themis, Salvae Musae, Salva Curia, Quia Salva Est Triga Summos In Utroque Jure Honores Summens. Viri ... Per Quam Conspicui Dn. Georgius Christophorus Schaefer, Rotenburgo-Tuberanus, Designatus P.P. Dn. Caspar Albhart, Dresdensis. Dn. Joh. Georgius Schmidt, Norimb. Reip. Patriae Advocatus Dexterrimus. Vetus Itaque Illiud ... Acclamat Universa Oeconomiae Societas. Hagen, Altdorf 1665.
- (mit Caspar Albhard und Johann Georg Schmid): Viris Nobilissimis Clarissimis Dn. Georgio Christophoro Schefero, Rotenb. Tuber. Designato Professori Altdorfino, Dn. Caspari Albhardto, Dresdensi, Dn. Joh. Georgio Schmidio, Norimberg. Reipubl. Patriae Advocato, Summos In Utroq[ue] Iure Honores, Altdorfi Pridie Non. Aprilis A. C. M.DC.LXV. Solennissime Collatos, Animitus gratulatur Convictus Felwingerianus. Hagen, Altdorf 1665.
- (mit Caspar Albhard und Johann Georg Schmid): Gratulatio, Quam Viris Nobiliss. Clarissimis Atque Consultissimis, Dn. Georgio Christoph. Schaefero Rot-Tub. Professori Extraordin. Designato. Dn. Casp. Albharto Dresda-Misn. Dn. Johann. Georg. Schmidt Norimb. Reipublicae Patriae Advocato. Cum illi Altdorffi Priedie Nonarum Aprilis MDCLXV. In Utroque Jure Doctores Crearentur. Fecit Convictus Hatskianus. Hagen, Altdorf 1665.
- (mit Caspar Albhard und Johann Georg Schmid): Divina Adspirante Gratia Augustissimi Imperatoris Authoritate Strenuissimi Senatus Reipublicae Norimbergensis Consensu Ordinis Iurisconsultorum In Universitate Altorfina Decreto ... Georgium Christophorum Schaeferum Rotenburgo Tuberanum Designatum Professorem Extraordinarium Dn. Casparum Albhartum Dresda-Misnicum Dn. Johannem Georgium Schmid Norimbergensem Reipublicae Patriae Advocatum Sorte Ita Locatos Ob insignem & solidam in Utroque Iure scientiam multis vigiliis & Studio indefesso, in variis Germaniae Academiis, acquisitam, & in Rigorosis Examinibus ac Disputationibus sine Praeside habitis, luculentissime comprobatam, praeclaro usu egregie firmatam Promeritis Summis Honoribus Doctoratus videlicet In Utroque Iure Insignibus Et Privilegiis Solenni Pompa Exornaturus Omnes quibus Universitatis nostrae Honor, Virtutis Et Gloriae Studium cordi est, Privatim Vero ... Scholarchas ... Rectorem ... Comites ... Barones ... Procancellarium ... Professores ... Studiosos : P. P. Sub sigillo Facultatis 3. Non. April. A. MDCLXV. Hagen, Altdorf 1665.
- (mit Caspar Albhard und Johann Georg Schmid): Pictores Quis Nescit Ab Iside Pasci? Hanc Igitur Votivam Tabulam Cum .... Georgius Christoph. Schäffer/ Rotenburgo-Tuberanus designatus Professor extraordinarius Dn. Casparus Albhart/ Dresda-Misnicus Dn. Johannes Georgius Schmid/ Norimb. Reip. Patriae Advocatus, Pridie Non. April. A. O. R. M.DC.LXV. Altdorffi Noricorum Summos In Utroq[ue] Iure Honores Iure Meritoq[ue] Caperent : In S. Themidos Gloriam suspensam Voluerunt Ludwelliani Commensales. Goebelius, Altdorf 1665.